# Дисциплинарная Комиссия Римской курии
Дисциплинарная Комиссия Римской Курии — является органом Римской Курии ответственным за определение дисциплинарных мер к сотрудникам Римской курии. Комиссия, которая имеет степень папской, была учреждена 5 октября 1981 года папой римским Иоанном Павлом II.
Состоит из председателя и шести членов, назначаемых папой в течение пяти лет, предусматривает дисциплинарные санкции, такие как:
- отстранении от должности;
- освобождение;
- увольнение.

## Председатели Дисциплинарной Комиссии Римской Курии
- кардинал Росалио Хосе Кастильо Лара — (5 октября 1981 — 29 декабря 1990 — назначен председателем Папской Комиссии по делам государства-града Ватикан);
- кардинал Винченцо Фаджоло — (29 декабря 1990 — 14 февраля 1998, в отставке);
- архиепископ Марио Франческо Помпедда — (14 февраля 1998 — 16 ноября 1999 — назначен префектом Верховного Трибунала Апостольской Сигнатуры);
- кардинал Хулиан Эрранс Касадо — (3 декабря 1999 — 11 мая 2010, в отставке);
- епископ Джорджо Корбеллини — (11 мая 2010 — 13 ноября 2019, до смерти);
- профессор Винченцо Буономо — (8 января 2021 — по настоящее время).